# Klippmålningarna i Tadrart Acacus

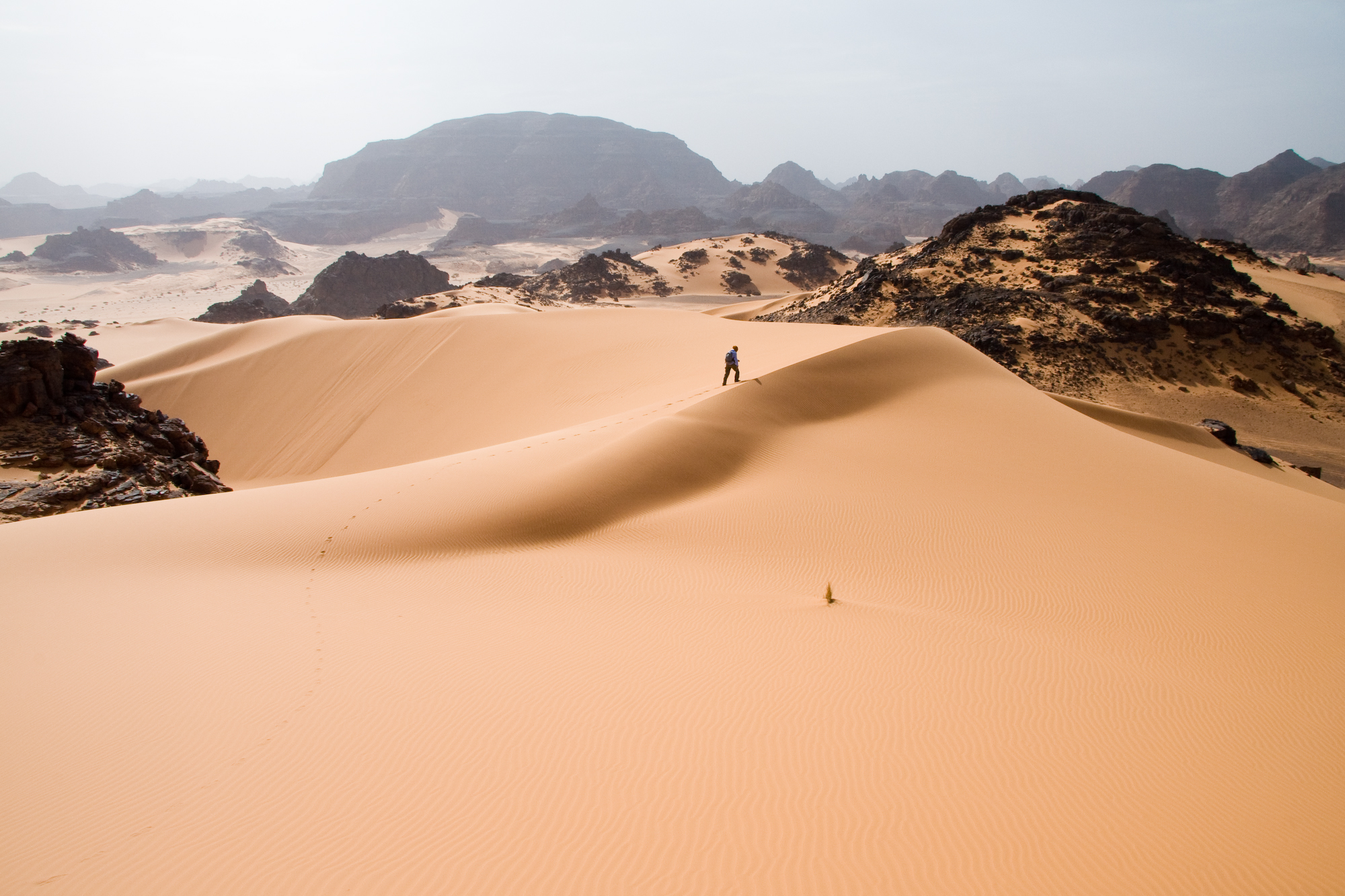
Tadrart Acacusbergen.

Klippmålningarna i Tadrart Acacus är en samling målningar i Tadrart Acacus bergen i Sahara i sydvästra Libyen. Tadrart Acacus ligger nära staden Ghat i distriktet Ghat vid gränsen till Algeriet.
Platsen upptogs på Unescos världsarvslista 1985.  År 2016 upptogs klippmålningarna i Tadrat Acacus tillsammans med fyra andra världsarv i Libyen på listan över hotade världsarv.

## Målningarna
Bilderna är en typ av hällristning (så kallade petroglyfer). Det finns tusentals klippmålningar i olika stilar daterade från cirka 12 000 f.Kr. till cirka 100 e.Kr.
De visar på förändringar i såväl flora och fauna som även livsförhållanden för de folk som var bosatta i denna region i Sahara.

## Historia
Klippmålningarna upptäcktes 1850 av den tyske Afrikaforskaren Heinrich Barth.